# بيتر براون (لاعب كرة قدم)
بيتر براون (بالإنجليزية: Peter Brown)‏ (13 يوليو 1934 في المملكة المتحدة - 8 ديسمبر 2011 في المملكة المتحدة) هو لاعب كرة قدم بريطاني في مركز الهجوم. لعب مع نادي ريكسهام ونادي ساوثهامبتون وDorchester Town F.C. ‏ ونادي أندوفر ‏ ونادي بول تاون.

## وصلات خارجية
- بيتر براون على موقع قاعدة بيانات كرة القدم.إي يو (الإنجليزية)
- بيتر براون على موقع قاعدة بيانات كرة القدم.إي يو (الإنجليزية)